# Libia (métro de Rome)
Libia est une station de la ligne B du Métro de Rome. Elle est située sur la rue Viale Libia, dans la partie nord du quartier Trieste, à Rome.
Elle est en correspondance avec la gare de Rome-Nomentana.

## Situation sur le réseau
Établie en souterrain, la station Libia est située sur la branche B1 de la ligne B du métro de Rome, entre les stations Conca d'Oro, en direction de Jonio, et Sant'Agnese - Annibaliano, en direction de Laurentina.

## Histoire
Cette station de métro, en chantier de construction depuis 2005, a été inaugurée le 13 juin 2012 lors de l'ouverture de la branche nord-ouest ou B1 de la ligne. 
Elle tient son nom de sa localisation sur le Viale Libia dans la zone nord-est de la ville.

## À proximité
La station dessert notamment l'importante rue commerciale Viale Libia et toute la partie nord du quartier Trieste, dite couramment Quartiere Africano parce que les toponymes rappellent les anciennes colonies italiennes en Afrique. Elle se trouve à très courte distance de la gare de Rome-Nomentana desservie par les trains régionaux de la ligne FR1.